# Karlskoga landskommun
Karlskoga landskommun var en tidigare kommun i Örebro län.

## Administrativ historik
Kommen bildades då 1862 års kommunalförordningar trädde i kraft, i Karlskoga socken i Karlskoga bergslags härad i Värmland.
Karlskoga municipalsamhälle inrättades 26 juni 1885 och 1 juni 1912 inrättades Jannelunds municipalsamhälle. Ur kommunen utbröts 1925 Degerfors landskommun med Jannelunds municipalsamhälle. Den 1 januari 1940 (enligt beslut den 15 juni 1939) ombildades landskommunen med municipalsamhället till Karlskoga stad.